# Società Sportiva Campobasso 1985-1986
Questa voce raccoglie le informazioni riguardanti la Società Sportiva Campobasso  nelle competizioni ufficiali della stagione 1985-1986.

## Stagione
Per la Serie B 1985-1986 il Campobasso vende diversi pezzi pregiati per fare cassa, Tacchi e Trevisan al Genoa, Ugolotti all'Arezzo, Progna al Pisa in A (al suo posto arriva in prestito dal Torino Giuseppe Argentesi), Ciarlantini e la delusione Rebonato al Pescara, al posto di Ciappi viene preso Massimo Bianchi, arrivano Alessandro Bonesso, Francesco Boito, Claudio Vagheggi e ritornano Maragliulo e Parpiglia. In Coppa Italia esce subito, anche se si deve segnalare lo 0-0 contro la Roma.
La partenza in campionato è anche peggiore dell'anno prima, alla nona giornata ha raccolto solo cinque punti e si ritrova ultimo, Bruno Mazzia vicino all'esonero, vince la prima partita solo dalla decima con il Cagliari (1-0) decisa dal rinforzo di ottobre Roberto Russo. 
Dopo questa partita cambia marcia e risale la china, in casa fa quasi sempre risultato, in trasferta il difensivismo di Marzia punta al pareggio di comodo, anche se scappa qualche sconfitta pesante come contro la capolista Ascoli (4-0). Nelle ultime partite trova la matematica salvezza, 4-1 al Palermo alla 35ª giornata, sul campo del Brescia dell'ex Pasinato alla penultima giornata che sta festeggiando la promozione finisce 1-1, infine chiudendo con la vittoria contro la Cremonese.

## Rosa
| N. |                   | Ruolo | Calciatore           |
| -- | ----------------- | ----- | -------------------- |
|    | Italia (bandiera) | P     | Domenico Antenucci   |
|    | Italia (bandiera) | P     | Massimo Bianchi      |
|    | Italia (bandiera) | P     | Vincenzo Nunziata    |
|    | Italia (bandiera) | D     | Donato Anzivino      |
|    | Italia (bandiera) | D     | Giuseppe Argentesi   |
|    | Italia (bandiera) | D     | Carmine Della Pietra |
|    | Italia (bandiera) | D     | Carmelo Parpiglia    |
|    | Italia (bandiera) | C     | Franco Baldini       |
|    | Italia (bandiera) | C     | Ruggiero Cannito     |
|    | Italia (bandiera) | C     | Raffaele Di Risio    |
|    | Italia (bandiera) | C     | Luca Evangelisti     |

| N. |                   | Ruolo | Calciatore                    |
| -- | ----------------- | ----- | ----------------------------- |
|    | Italia (bandiera) | C     | Mario Goretti                 |
|    | Italia (bandiera) | C     | Fabio Lupo                    |
|    | Italia (bandiera) | C     | Marco Maestripieri (capitano) |
|    | Italia (bandiera) | C     | Primo Maragliulo              |
|    | Italia (bandiera) | C     | Elio Migliaccio               |
|    | Italia (bandiera) | C     | Carlo Perrone                 |
|    | Italia (bandiera) | C     | Silvano Pivotto               |
|    | Italia (bandiera) | A     | Francesco Boito               |
|    | Italia (bandiera) | A     | Alessandro Bonesso            |
|    | Italia (bandiera) | A     | Francesco Caruso              |
|    | Italia (bandiera) | A     | Roberto Russo                 |
|    | Italia (bandiera) | A     | Claudio Vagheggi              |

## Calciomercato

### Sessione estiva
| Acquisti         | Acquisti           | Acquisti  | Acquisti      |
| R.               | Nome               | da        | Modalità      |
| ---------------- | ------------------ | --------- | ------------- |
| P                | Massimo Bianchi    | Catanzaro | definitivo    |
| P                | Vincenzo Nunziata  | Potenza   | fine prestito |
| D                | Giuseppe Argentesi | Torino    | prestito      |
| D                | Elio Migliaccio    | Latina    | definitivo    |
| D                | Carmelo Parpiglia  | Taranto   | definitivo    |
| C                | Luca Evangelisti   | Nocerina  | fine prestito |
| C                | Primo Maragliulo   | Brescia   | definitivo    |
| A                | Francesco Boito    | Empoli    | definitivo    |
| A                | Alessandro Bonesso | Arezzo    | definitivo    |
| A                | Francesco Caruso   | Nocerina  | fine prestito |
| Altre operazioni |                    |           |               |
| R.               | Nome               | da        | Modalità      |
| C                | Michele Tomasino   | Potenza   | fine prestito |
| A                | Paolo Mollica      | Aesernia  | fine prestito |

| Cessioni         | Cessioni             | Cessioni    | Cessioni   |
| R.               | Nome                 | a           | Modalità   |
| ---------------- | -------------------- | ----------- | ---------- |
| P                | Walter Ciappi        | Francavilla | definitivo |
| P                | Sandro Di Vicoli     | Cavese      | definitivo |
| P                | Enrico Picca         | Potenza     | prestito   |
| D                | Alderisio Bartolomeo | Aesernia    | prestito   |
| D                | Domenico Progna      | Pisa        | definitivo |
| D                | Angelo Trevisan      | Genoa       | definitivo |
| C                | Mario Donatelli      | Lucchese    | definitivo |
| A                | Stefano Rebonato     | Pescara     | riscatto   |
| A                | Oscar Tacchi         | Genoa       | definitivo |
| A                | Guido Ugolotti       | Arezzo      | definitivo |
| Altre operazioni |                      |             |            |
| R.               | Nome                 | a           | Modalità   |
| D                | Luigi Ciarlantini    | Pescara     | definitivo |
| C                | Michele Tomasino     | Cairese     | prestito   |
| A                | Paolo Mollica        | Aesernia    | prestito   |

### Sessione autunnale
| Acquisti | Acquisti         | Acquisti | Acquisti   |
| R.       | Nome             | da       | Modalità   |
| -------- | ---------------- | -------- | ---------- |
| C        | Franco Baldini   | Pescara  | definitivo |
| A        | Roberto Russo    | Cesena   | definitivo |
| A        | Claudio Vagheggi | Pescara  | definitivo |

| Cessioni | Cessioni         | Cessioni | Cessioni |
| R.       | Nome             | a        | Modalità |
| -------- | ---------------- | -------- | -------- |
| A        | Francesco Caruso | Cavese   | prestito |

## Risultati

### Coppa Italia

#### Fase a gironi
| Arbitro: | Sguizzato (Verona) |

|          |           |  |
| Bivi 90’ | Marcatori |  |

| Arbitro: | Tarallo (Como) |

|             |           |                         |
| Bonesso 50’ | Marcatori | 13’ (aut.) Della Pietra |

| Arbitro: | Cassi (Pisa) |

|  |           |            |
|  | Marcatori | 8’ Perrone |

| Campobasso 1º settembre 1985, ore 20:30 CEST 4ª giornata | Campobasso        | 0 – 0 referto | Roma | Stadio Nuovo Romagnoli\| Arbitro: \| Pairetto (Torino) \| |
| Arbitro:                                                 | Pairetto (Torino) |               |      |                                                           |

| Arbitro: | Frigerio (Milano) |

|  |           |              |
|  | Marcatori | 83’ Agostini |

## Statistiche

### Statistiche di squadra
| Competizione | Punti | In casa | In casa | In casa | In casa | In casa | In casa | In trasferta | In trasferta | In trasferta | In trasferta | In trasferta | In trasferta | Totale | Totale | Totale | Totale | Totale | Totale | DR |
| Competizione | Punti | G       | V       | N       | P       | Gf      | Gs      | G            | V            | N            | P            | Gf           | Gs           | G      | V      | N      | P      | Gf     | Gs     | DR |
| ------------ | ----- | ------- | ------- | ------- | ------- | ------- | ------- | ------------ | ------------ | ------------ | ------------ | ------------ | ------------ | ------ | ------ | ------ | ------ | ------ | ------ | -- |
| Serie B      | 37    | 19      | 9       | 9       | 1       | 22      | 11      | 19           | 0            | 10           | 9            | 8            | 25           | 38     | 9      | 19     | 10     | 30     | 38     | -8 |
| Coppa Italia | 4     | 3       | 0       | 2       | 1       | 1       | 2       | 2            | 1            | 0            | 1            | 1            | 1            | 5      | 1      | 2      | 2      | 2      | 3      | -1 |
| Totale       |       | 22      | 9       | 11      | 2       | 23      | 13      | 21           | 1            | 10           | 10           | 9            | 26           | 43     | 10     | 21     | 12     | 32     | 41     | -9 |

### Andamento in campionato
| Giornata  | 1  | 2  | 3  | 4  | 5  | 6  | 7  | 8  | 9  | 10 | 11 | 12 | 13 | 14 | 15 | 16 | 17 | 18 | 19 | 20 | 21 | 22 | 23 | 24 | 25 | 26 | 27 | 28 | 29 | 30 | 31 | 32 | 33 | 34 | 35 | 36 | 37 | 38 |
| --------- | -- | -- | -- | -- | -- | -- | -- | -- | -- | -- | -- | -- | -- | -- | -- | -- | -- | -- | -- | -- | -- | -- | -- | -- | -- | -- | -- | -- | -- | -- | -- | -- | -- | -- | -- | -- | -- | -- |
| Luogo     | T  | C  | T  | C  | C  | T  | C  | T  | T  | C  | C  | T  | C  | T  | C  | T  | T  | C  | T  | C  | T  | C  | T  | T  | C  | T  | C  | C  | T  | T  | C  | T  | C  | T  | C  | C  | T  | C  |
| Risultato | P  | P  | P  | N  | N  | P  | N  | N  | N  | V  | V  | P  | V  | P  | V  | N  | N  | N  | N  | V  | N  | N  | N  | P  | V  | P  | V  | N  | P  | P  | N  | N  | N  | N  | V  | N  | N  | V  |
| Posizione | 20 | 20 | 20 | 19 | 19 | 20 | 20 | 20 | 20 | 19 | 19 | 19 | 18 | 19 | 16 | 16 | 16 | 16 | 14 | 12 | 13 | 13 | 13 | 14 | 12 | 13 | 11 | 13 | 14 | 14 | 16 | 15 | 14 | 13 | 11 | 11 | 10 | 9  |

Fonte: Calcio serie A
Legenda:

Luogo: N = Campo neutro; C = Casa; T = Trasferta. Risultato: V = Vittoria; N = Pareggio; S = Sconfitta.
- = Turno di riposo.

### Statistiche dei giocatori
| Giocatore       | Serie B  | Serie B | Serie B     | Serie B    | Coppa Italia | Coppa Italia | Coppa Italia | Coppa Italia | Totale   | Totale | Totale      | Totale     |
| Giocatore       | Presenze | Reti    | Ammonizioni | Espulsioni | Presenze     | Reti         | Ammonizioni  | Espulsioni   | Presenze | Reti   | Ammonizioni | Espulsioni |
| --------------- | -------- | ------- | ----------- | ---------- | ------------ | ------------ | ------------ | ------------ | -------- | ------ | ----------- | ---------- |
| D. Anzivino     | 25       | 0       | ?           | ?          | 4            | 0            | ?            | ?            | 29       | 0      | ?           | ?          |
| G. Argentesi    | 31       | 0       | ?           | ?          | 3            | 0            | ?            | ?            | 34       | 0      | ?           | ?          |
| F. Baldini      | 29       | 0       | ?           | ?          | -            | -            | -            | -            | 29       | 0      | 0+          | 0+         |
| M. Bianchi      | 37       | -35     | ?           | ?          | 5            | -3           | ?            | ?            | 42       | -38    | ?           | ?          |
| F. Boito        | 28       | 2       | ?           | ?          | 5            | 0            | ?            | ?            | 33       | 2      | ?           | ?          |
| A. Bonesso      | 13       | 1       | ?           | ?          | 5            | 1            | ?            | ?            | 18       | 2      | ?           | ?          |
| R. Cannito      | 2        | 0       | ?           | ?          | 2            | 0            | ?            | ?            | 4        | 0      | ?           | ?          |
| F. Caruso       | 2        | 0       | ?           | ?          | 1            | 0            | ?            | ?            | 3        | 0      | ?           | ?          |
| C. Della Pietra | 35       | 1       | ?           | ?          | 5            | 0            | ?            | ?            | 40       | 1      | ?           | ?          |
| R. Di Risio     | 6        | 0       | ?           | ?          | 4            | 0            | ?            | ?            | 10       | 0      | ?           | ?          |
| L. Evangelisti  | 7        | 0       | ?           | ?          | 3            | 0            | ?            | ?            | 10       | 0      | ?           | ?          |
| M. Goretti      | 37       | 1       | ?           | ?          | 5            | 0            | ?            | ?            | 42       | 1      | ?           | ?          |
| F. Lupo         | 38       | 2       | ?           | ?          | 5            | 0            | ?            | ?            | 43       | 2      | ?           | ?          |
| M. Maestripieri | 35       | 1       | ?           | ?          | 5            | 0            | ?            | ?            | 40       | 1      | ?           | ?          |
| P. Maragliulo   | 26       | 2       | ?           | ?          | 5            | 0            | ?            | ?            | 31       | 2      | ?           | ?          |
| E. Migliaccio   | 0        | 0       | ?           | ?          | 0            | 0            | ?            | ?            | 0        | 0      | ?           | ?          |
| V. Nunziata     | 1        | -1      | ?           | ?          | 0            | 0            | ?            | ?            | 1        | -1     | ?           | ?          |
| C. Parpiglia    | 34       | 2       | ?           | ?          | 4            | 0            | ?            | ?            | 38       | 2      | ?           | ?          |
| C. Perrone      | 33       | 5       | ?           | ?          | 4            | 1            | ?            | ?            | 37       | 6      | ?           | ?          |
| S. Pivotto      | 25       | 0       | ?           | ?          | 3            | 0            | ?            | ?            | 28       | 0      | ?           | ?          |
| R. Russo        | 26       | 6       | ?           | ?          | -            | -            | -            | -            | 26       | 6      | 0+          | 0+         |
| C. Vagheggi     | 17       | 5       | ?           | ?          | -            | -            | -            | -            | 17       | 5      | 0+          | 0+         |